# Gmelin (Familienname)
Gmelin ist ein deutscher Familienname.

## Namensträger

### A
- Alfred Gmelin (1878–1965), deutscher Bankmanager

### B
- Bernhard Gmelin (1939–2021), deutscher Violoncellist

### C
- Carl Gmelin (1863–1941), Arzt
- Charles Gmelin (1872–1950), britischer Leichtathlet
- Charlotte Gmelin-Wilke (1906–1982), deutsche Buchillustratorin
- Christian von Gmelin (1750–1823), deutscher Rechtswissenschaftler
- Christian Gottlieb Gmelin (1749–1818), deutscher Rechtswissenschaftler
- Christian Gottlieb Gmelin (Apotheker) (1749–1809), deutscher Apotheker
- Christian Gottlob Gmelin (1792–1860), deutscher Chemiker
- Christian Heinrich Gmelin (1780–1824), deutscher Rechtswissenschaftler

### E
- Eberhard Gmelin (1751–1809), deutscher Mediziner

### F
- Ferdinand von Gmelin (Richter) (1824–1896), deutscher Reichsgerichtsrat
- Ferdinand Gottlieb von Gmelin (1782–1848), deutscher Mediziner, Naturhistoriker und Reisender
- Friedrich von Gmelin (1784–1847), deutscher Jurist, Staatsrat und Abgeordneter

### G
- Georg Adam Gmelin (1721–1799), deutscher Offizier
- Georg Friedrich Gmelin (1679–1745), deutscher Mediziner
- Georg Ludwig Gmelin (1687–1756), deutscher evangelischer Geistlicher
- Gerda Gmelin (1919–2003), deutsche Schauspielerin

### H
- Hans Gmelin (Rechtswissenschaftler) (1878–1941), deutscher Rechtswissenschaftler
- Hans Gmelin (Politiker) (1911–1991), deutscher Jurist, Diplomat und Politiker (NSDAP, parteilos)
- Hans Georg Gmelin (1933–1990), deutscher Kunsthistoriker
- Heinrich Gmelin, auch Hans Gmelin (bl. 1875), Architekt der NOB (Bahnhof Rheinfelden)
- Helmut Gmelin (Politiker), deutscher Politiker (CDU)
- Helmuth Gmelin (1891–1959), deutscher Schauspieler und Theaterleiter
- Hermann Gmelin (1900–1958), deutscher Romanist
- Hermann August Gmelin (1786–1836), deutscher Jurist
- Herta Däubler-Gmelin (* 1943), deutsche Juristin und Politikerin (SPD), MdB, Bundesministerin

### J
- Jeannine Gmelin (* 1990), Schweizer Ruderin
- Jeremias Gmelin (1613–1698), deutscher Geistlicher
- Johann Friedrich Gmelin (1748–1804), deutscher Botaniker, Zoologe, Chemiker und Mediziner
- Johann Georg Gmelin (Mediziner) (1652–1705), deutscher Mediziner
- Johann Georg Gmelin (Chemiker) (1674–1728), deutscher Apotheker und Chemiker
- Johann Georg Gmelin (Entdecker) (1709–1755), deutscher Sibirienforscher
- Johann Georg Gmelin (Maler) (1810–1854), deutscher Maler
- Johann Konrad Gmelin (1707–1759), deutscher Mediziner
- Julius Gmelin (1859–1919), deutscher evangelischer Pfarrer

### K
- Karl Gmelin (1863–1941), deutscher Arzt und Chemiker, siehe Carl Gmelin
- Karl Christian Gmelin (1762–1837), deutscher Naturforscher

### L
- Leopold Gmelin (1788–1853), deutscher Chemiker
- Ludwig Otto Gmelin (1786–1855), deutscher Jurist und Militär

### M
- Matthias Gmelin (* 1978), deutscher Jazzmusiker und Sozialarbeiter
- Moritz Gmelin (* 1974), deutscher Triathlet
- Moriz Gmelin (1839–1879), deutscher Archivar, Genealoge und Historiker

### O
- Otto Gmelin (1886–1940), deutscher Schriftsteller
- Otto Helmuth Gmelin (1876–1925), deutscher Fußballfunktionär (FC Barcelona)

### P
- Paul Albrecht Ferdinand Gmelin (1822–1875), deutscher Apotheker und Chemiker
- Paul Ludwig Christoph Gmelin (1885–1967), deutscher Physiker
- Philipp Friedrich Gmelin (1721–1768), deutscher Arzt, Botaniker und Chemiker

### S
- Samuel Gmelin (1611–1676), deutscher evangelischer Theologe
- Samuel Gottlieb Gmelin (1744–1774), deutscher Naturforscher
- Siegfried Gmelin (1897–1976), deutsch-österreichischer Sparkassengründer
- Sigmund Christian Gmelin (1679–1707), deutscher evangelischer Theologe

### U
- Ulrich Gmelin (1912–1944), deutscher Historiker und Germanist

### W
- Walter Gmelin (Tiermediziner) (1863–1943), deutscher Veterinärmediziner
- Walter Gmelin (Mediziner), deutscher Mediziner
- Wilhelm Gmelin (Geistlicher, 1573) (1573–1635), deutscher Geistlicher
- Wilhelm Gmelin (Fußballspieler) (1891–1978), deutscher Fußballspieler
- Wilhelm Christian Gmelin (1684–1746), deutscher Geistlicher
- Wilhelm Friedrich Gmelin (1760–1820), deutscher Zeichner und Kupferstecher
- Wilhelm Ludwig Gmelin (1788–??), deutscher Verwaltungsbeamter